# Карлуцький каганат
Карлуцький каганат або Карлуцьке ябгуство — ранньосередньовічна тюркська держава, що утворилося внаслідок занепаду Тюргеського каганату у 756 році. Тривалий час було залежне від Уйгурського каганату. 840 року ліквідовано Саманідами.

## Історія
Племена карлуків тривали час входили до складу Західнотюркського каганату. Потім стали союзниками племен сеяньто, після поразки яких 651 року відкочували до верхів'я Іртишу.
657 року стали союзниками імперії Тан проти Західнотюркського каганату. Перемога над ним призвела  до утворення китайського генерал-проекторату Замирений Захід з 2 автономними каганатами (система цзі-мі). Разом з тим 3 племені карлуки перетворилися на китайські округа Інь-Шань, Дамі, Сюаньчі, а вожді карлуків отримали китайські імена й титули. З цього часу відбувається розширення розселення карлуків.
Близько 665 року утворюється союз карлукських племен на чолі із Куч-Карлук-беєм, що прийняв титул кюль-еркін. У 670-х роках відбувається послаблення влади залежних західних тюркських каганів через протистояння Тибетської імперії й Китаю. Куч-Карлук-бей поступово набуває політичної й військової ваги, зрештою приймаючи титул ябгу (князь). що не визнав танський імператор.
У 690-х роках карлуцький союз в умовах остаточного занепаду влади західних тюрків намагався напряму діяти з імперією Тан, але зрештою до 700 року був вимушений визнати зверхність Тюргеського каганату. 702 року  підвладні округа були перетворені китайцями на тутукства.
У 710-х роках карлики підкорилися Східнотюркському каганату. В наступні роки карлуки стають вірними союзниками китайців у війнах проти тюргешів, тибетців й арабів.
742 року ябгу карлуків в союзі з уйгурами втрутилися у боротьбу завладув Східнотюркському каганаті. В наступні роки вступили у боротьбі за спадщину останнього з Уйгурським каганатом, але зазнали поразки. 746 року карлуцький союз на чолі із Апа-Їген-чором відкочував до Жетису, знову підкорившись тюргешам.
Але невдовзі Тюргеський каганат почав розпадатися. 751 року карлуки відіграли провідну роль у поразці танського війна в битві при Таласі проти арабів, вдаривши в тилу китайцям.
До 756 року карлуки на чолі із Тун-Більге-ябгу перемогли суперників огузів, що відступили на північний захід. В цей час у Жетису створюється Карлуцький каганат. У 766 році ліквідували Тюргеський каганат. До 775 року Кебак-ябгу було підкорено Кашгарію.
У 791 році Карлуцький каганат зазнав поразки у війні проти уйгурів. 792 року спроба поширити владу на Фергану завершилася поразкою від Амра ібн Джаміла, іхшида Фергани. У 798 році в новій війні каганат вдруге зазнав поразки від уйгурів. У 812 році в третій уйгуро-карлуцький війні каганат було практично знищено. До цього додався наступ іхшида Фергани. Карлуцький каганат визнав зверхність уйгурів. На цей час він фактично розпався на декілько частин. Як васали уйгурів карлуки вели війни з державою Саманідів
У 840 році, коли Уйгурський каганат занепав замість Карлуцького каганату фактично були окремі племена. Того ж року валі Нух ібн Асад захопив основні міста карлуків. Вождь племені ямгу Більге-Кюль оголосив себе ябгу карлуків, перебравшись до Кашгарії, де започаткував державу Караханідів.

## Територія і населення
В період піднесення держава охоплювала землі від Жетисуйського Алатау до середнього течії Сирдар'ї, між озерами Балхаш і Іссик-Куль, долина річок Ілі, Чу, Талас, відроги Тянь-Шаню, від Ісфаджабу до Отрару.
Основу становили карлуки (загальна назва «ель» — один народ), але також мешкали тюргеши і плем'я ямгу (належність є дискусійною), орхонські давні тюрки. Крім того, в містах багато було согдійців.

## Устрій
На чолі стояв ябгу (у китайців звався шансін-ябгу — Князь трьох племен), що мав вищу військову, політичну та судову владу. Держава являла більше федерацію, де підвладні племена володіли частками. Арабський географ ал-Марвазі зазначає, що до складу федерації входило 9 племен, тухсі, чігілі, азкіши, халаджі, чарукі, барсхани, аргини, ябаку й булак. Головним й найвпливовішим було плем'я булак, що мешкало біля Алтаю.
На чолі племен були ельтебери, що були напівнезалежними. Така система приводила до намагання останніх здобути самостійність. Успіхи ябгу у грабіжницьких походах зміцнювали каганат, поразки сприяли розпаду. Роди і племена карлуків поділялися за своєю значимістю.

## Суспільство
Велика частина населення складалася з родових общинників, які були залежні від беєм. Система мала сувору соціальну ієрархію.

## Господарство
Основу становило скотарство і посередницька торгівля, оскільки нараховувалося 25 міст і поселень, що розташовувалися вздовж Великого Шовкового Шляху. Також важливою статтею доходу було отримання данини й грабіжницькі походи. 
З часів Кебака-ябгу карбувалися власні монети з танським (китайським) зразком. Карлуки не внесли зміни до встановлених за тюргешів товарно-грошових відносин. Місцевий ринок наповнювали монети, вироблені в великих містах: в Суябі, Таразі, Навекаті. В останньому було розпочато випуск тухуських монет. Інфляційні процеси з початку IX ст. привели до подальшої деградації монетних типів, що викликало появу в обігу дрібних монет середнього розміру. 